# Ulica Dmitrijewskogo
Ulica Dmitrijewskogo (ros. Улица Дмитриевского) – stacja linii Niekrasowskiej metra moskiewskiego, znajdująca się we wschodnim okręgu administracyjnym Moskwy w rejonie Kosino–Uchtomski (ros. Косино-Ухтомский). Otwarcie miało miejsce 3 czerwca 2019 roku w ramach inauguracji odcinka między stacjami Kosino – Niekrasowka.
Stacja dwunawowa typu płytkiego kolumnowego z peronem wyspowym położona jest na głębokości 18 metrów. Projekt architektoniczny opracowało biuro „Minskmietroprojekt” (ros. ОАО «Минскметропроект») z Mińska.
Wyraz architektoniczny przystanku, zainspirowany Księżycem i „kosmicznym spokojem”, zbliżony jest do stacji Niekrasowka. Posadzka została wyłożona płytkami z żółtego i czarnego granitu, które tworzą geometryczny wzór. W krótszych bokach kolumn podtrzymujących strop wykuto wnęki, gdzie znalazło się dekoracyjne oświetlenie. Przez środek sufitu biegnie pas lustrzanych paneli, które optycznie powiększają przestrzeń; w częściach bocznych ułożono panele beżowe. W kontraście do dominujących kremowych płaszczyzn na ścianach zatorowych zastosowano cermetową okładzinę w kolorze szmaragdowym. Krawędzie peronowe zaakcentowano liniami oświetlenia ledowego.
Przystanek posiada trzy wyjścia. Wyjścia numer 1 i 2 znajdują się po zachodniej i wschodniej stronie ulicy Sałtykowskiej w pobliżu skrzyżowania z ulicą Dmitrijewskogo, a wyjście numer 3 po zachodniej stronie ulicy Nataszy Kaczujewskoj, również w pobliżu skrzyżowania z ulicą Dmitrijewskogo.
Zakładany potok pasażerski to 9,6 tys. osób na godzinę.